# Falset
Falset er en speciel måde at synge på, særligt anvendt af tenorer. Ved kun at benytte dele af stemmebåndene opnår man en særlig høj, mindre kraftfuld tone. Indtil 1700-tallet indgik kvinder ikke i kirkekor, og disse blev således repræsenteret af mænd der sang falset. I dag forekommer der stadig mandlige falsetsyngende altsangere i den engelske kirke, såkaldte kontratenorer.
En mands falset kan udvikles og trænes således, at man opnår en kraftfuld højde og på den måde synge ubesværet kraftigt og svagt på høje såvel som dybe toner. For at kunne udnytte falsetten til fulde, skal man få forbindelse mellem denne og fuldregistret/talestemmen, så de to registre hænger sammen og bliver til et mix. Dette mix kaldes randregister.
| Musik | Spire Denne musikartikel er en spire som bør udbygges. Du er velkommen til at hjælpe Wikipedia ved at udvide den. |